# 休厄特 (馬里蘭州)
休厄特（英語：Huyett）是位於美國馬里蘭州華盛頓縣的一個非建制地區。

## 地理
休厄特所處的海拔為高於海平面146米（即479英呎），而該地所採用的時區為UTC-5，即北美东部時區（EST）。同時該地設有夏令時間，為UTC-5調快一小時，即UTC-4（EDT）。